# اونور آچار
Onur Acar (متولد ۱ ژانویه ۱۹۸۳) یک فوتبالیست حرفه‌ای ترکیه‌ای است که به عنوان هافبک برای تیم کارتال‌اسپور در لیگ دست دو ترکیه بازی می‌کند.